# Геро I Залізний
Геро I Залізний (нім. Gero; бл. 900 р. — †20 травня 965 р.) — маркграф Східної Саксонської марки від 937 року; син графа Титмара (бл. 850—932/937 рр.) і Гільдегарди Мерзебурзької.

## Життєпис
Геро за життя старшого брата Зігфріда був графом в Північній Тюрингії (в районі Магдебурга), Швабії (в районі Кведлінбурга/Ашерслебен), Хасегау (район Мерзебурга/Айслебена), Фрізонофельда, Морацанігау (район Флемінга), Серімунта (район Бернбургу/Дессау) і Цітцігау (район Деліча/Бітерфельд). Після смерті брата він у 937 році отримав від імператора Оттона I намісництво («легацію») з резиденцією в Магдебурзі, яке незабаром перетворилося в Східну Саксонську марку. Його володіння знаходилися між річкою Солава і середньою течією р. Лаби, аж до річки Одра. Призначення Геро послужило безпосередньою причиною заколоту в 938 році Танкмара (пом. 938 р.), старшого зведеного брата імператора Оттона, який чекав отримати ці землі як материнський спадок.
Геро разом з маркграфом Германом Білунгом був однією з головних опор імператора Оттона I на сході Німеччини. У 954 р. він допоміг імператорові придушити повстання герцога Людольфа. Під час східної експансії або, як її згодом назвали, «Натиск на схід» (нім. Drang nach Osten), Геро підкорив багато слов'янських земель на східному кордоні Саксонії, аж до р. Одеру, значно розширивши володіння, стримував напади венедів, а в 962/963 р. навіть здійснив похід на Польщу. У 962/963 р. Геро також підкорив Нижній Лаузіц (Лужиця) і Сельпулі. Геро заснував на завойованих землях єпископства Хавельберг і Бранденбург, фактично ставши їх правителем. Опір слов'янських племен перетворився в 939 і 955 роках в масові повстання. При зіткненні з військом слов'ян у 963 р. в Нижніх Лужицях саксонські феодали зазнали відчутних втрат, сам Геро був важко поранений й після цього відійшов від політики. Незадовго до смерті здійснив паломництво в Рим.
По його смерті в 965 році, розширена марка Геро була розділена на Північну марку (нім. Nordmark) навколо Бранденбургу, Східну (нім. Ostmark) або Лужицьку (нім. Lausitz) марку і марку в гирлі р. Солави, що проіснувала лише короткий час, а також маркграфські округи в Мерзебурзі, Цайці та Майсені. Оскільки германізація цих земель йшла швидкими темпами, наступники Оттона незабаром спростили цю систему марок, скоротивши число маркграфств з шести, що існували в кінці правління Оттона, до трьох: колишньої Північної марки, Саксонської марки (ідентичної Лужицькій марці) і Майсенської (нім. Meissen) марки.
Маркграф Геро похований в церкві св. Киріака у м. Кведлінбург (Гернроде).

## Шлюб і діти
Дружина: Юдит
Діти:
- Зігфрід (*925/930 р. — †24 червня 959 р.) — граф у Північній Тюрингії
- Геро (*930/935 р. — раніше 16 жовтня 959 р.)